# Heteropappus boweri
Heteropappus boweri là một loài thực vật có hoa trong họ Cúc. Loài này được (Hemsl.) Grierson mô tả khoa học đầu tiên năm 1964.